# Romarheimsfjorden
Romarheimsfjorden es un fiordo de la provincia de Hordaland, Noruega. Atraviesa los municipios de Modalen, Lindås y Osterøy. La parte oeste finaliza en las cercanías de la isla de Hokøy, en donde se une con el Osterfjorden. El fiordo se extiende hacia el este de Hokøy por 11 km a lo largo del límite entre Lindås y Osterøy antes de ingresar al territorio de Modalen, continuando hacia el Mostraumen, un canal de 60 m de ancho y 650 m de largo. En el otro lado del canal, el Romarheimsfjorden es conocido como Mofjorden, tiene 18 km de largo y finaliza en la localidad de Mo.